# カンタン駅

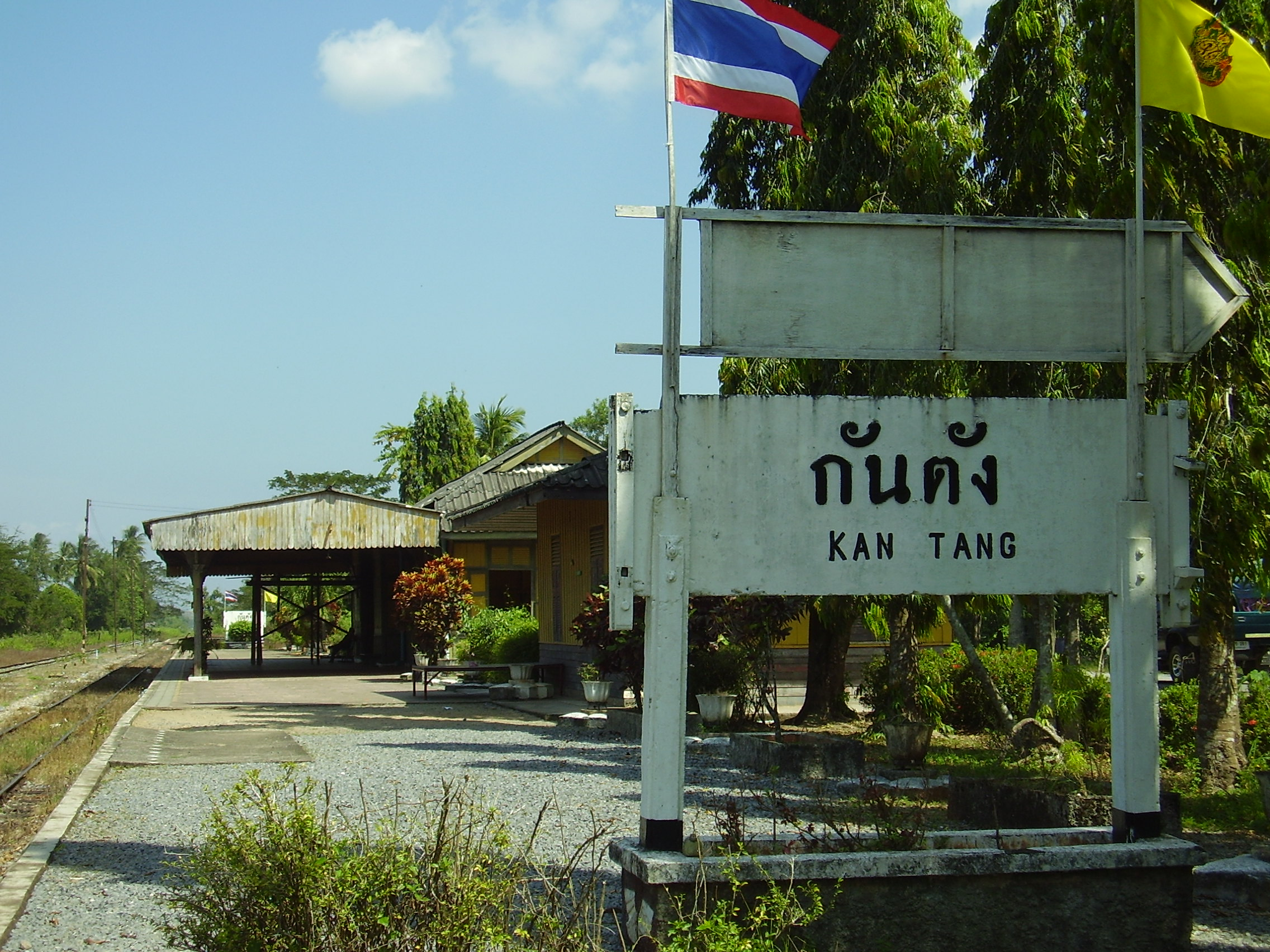
駅名標

カンタン駅（カンタンえき、タイ語:สถานีรถไฟกันตัง）は、タイ王国南部トラン県カンタン郡にある、タイ国有鉄道 南本線カンタン支線の駅である。

## 概要
1913年4月1日、タイ国有鉄道南本線・カンタン支線の一部区間開通により、開業。
機回し線があり、かつてはセメント会社への専用線があった。また現在は使用されていないが、転車台がある 。当駅は、カンタン支線の終着駅のため、蒸気機関車の時代に折り返し列車を組成する際に、その向きを変えるのに使用されていた。
カンタン支線の全通後は、カンタン港から積み出される米や肉牛などの農畜産品の到着貨物の取扱いが増え、構内には多数の貨物側線が敷設されていた。これら農畜産品の輸送は長年にわたって当駅の主要業務となっていたが、1960年代以降そのほとんどが自動車輸送へ移行した。構内の線路も最小限の側線を残して撤去されている。
旅客列車は、クルンテープ駅（バンコク）との間で運行される直通夜行快速列車1往復のみとなっている。その距離は866.13 kmであり、乗車時間は16時間50分である。

## 歴史
タイ国有鉄道南本線の本格的な工事は北側1カ所（ペッチャブリー駅）、南側2カ所（ソンクラー駅、カンタン駅）の3カ所より開始された。その際、当駅に鉄道建設に必要な資材や、車両の組み立てを行う臨時の工場が建設された。1913年4月1日に、カンタン駅 - フアイヨート駅が完成しそれに伴い当駅も開業した。翌年の1月1日に、トゥンソン分岐駅まで延伸開業したことにより、カンタン支線はその完成をみた。
- 1913年4月1日 【開業】カンタン駅 - フアイヨート駅 (49.26 km)
- 1914年1月1日 【開業】フアイヨート駅 - トゥンソン分岐駅 (43.74 km)

## 駅構造
単式ホーム1面1線の地上駅であるが、「棒線駅」では無く側線を有しており駅舎はホームに面している。駅舎の色は、黄色に近い辛子色に塗装されている。